# Ataxite
Les ataxites sont une classe structurale des météorites de fer.

## Caractéristiques

Diagramme de phase montrant le lien entre la structure et la composition chimique. Les ataxite contiennent principalement de la taénite car leur composition chimique est telle que la taénite est la phase principale.

La classe des ataxites est une catégorie de météorite à structure cristalline particulière. Les ataxites sont principalement composées de taénite et peuvent également contenir de la plessite, de la troïlite et des lamelles microscopiques de kamacite. Elles ne présentent pas de figures de Widmanstätten visibles.
Les ataxites sont les météorites connues les plus riches en nickel. Elles en contiennent entre 6 % (ataxite pauvre en nickel) et 11 % (ataxite riche en nickel). Les ataxites pauvres en nickel contiennent généralement la même quantité de nickel que les hexaédrites, mais ont une structure granulaire uniforme au lieu de grands cristaux de kamacite. Cette structure est complètement sans rapport avec celle des ataxites riches en nickel. Les ataxites contenant plus de 27 % de nickel sont composées de taénite au lieu de plessite.
La plupart des ataxites sont classées dans les classes IVB ou IIF.

## Fréquence
Les ataxites sont rares. La plus grande météorite connue, la météorite d'Hoba, appartient à ce groupe.
À ce jour (18/10/2023), 38 météorites de ce groupe ont été découvertes, selon la base de données de The Meteoretical Society (une recherche en 2010 en donnait 13). L'une d'elles, datant d'environ 15 000 ans, a servi de support à une sculpture tibétaine bouddhiste réalisée il y a environ 1 000 ans. La plus récente, trouvée en 2019, est la NWA 12769. Une des plus grosses, trouvée en 1994, est la météorite de Dumont (Texas) (en), d'une masse d'environ 27 kg. A ces 38 il convient d'ajouter la Hoba, et une météorite trouvée sur Mars: Aeolis Mons 002.